# Falkirk Football Club
Maillots
Dernière mise à jour : 8 juin 2025.
Le Falkirk FC est un club écossais de football, fondé en 1876, qui évolue en Scottish Premiership après son sacre en Scottish Championship à la fin de la saison 2024-2025 et basé à Falkirk. Ce club est le rival de l'East Stirlingshire FC.

## Histoire
- 1876 : fondation du club
- 1885 : installation dans leur stade historique, le Brockville Park
- 1891-1893 : participation à la Scottish Football Federation.
- 1893 : 1re participation à la Midland Football League
- 1897 : 1re participation à la Central Football Combination
- 1902 : 1re participation à la Scottish Football League
- 2003 : fermeture du stade historique, le Brockville Park, installation au Ochilview Park
- 2003 : ouverture du nouveau stade, Falkirk Stadium
- 2009 : 1re participation à la Ligue Europa
- 2024 : promu en Championnat d'Écosse de deuxième division
- 2025 : promu en Championnat d'Écosse

## Palmarès
| Compétitions nationales | Compétitions internationales                                                                     |
| - Championnat d'Écosse (0) : - Vice-champion : 1908 et 1910. - Championnat d'Écosse de deuxième division (8) : - Champion : 1936, 1970, 1975, 1991, 1994, 2003, 2005 et 2025. - Vice-champion : 1905, 1952, 1961, 1986 et 1989. - Championnat d'Écosse de troisième division (2) : - Champion : 1980 et 2020. - Coupe d'Écosse (2) : - Vainqueur : 1913 et 1957. - Finaliste : 1997, 2009 et 2015. - Coupe de la Ligue (0) : - Finaliste : 1948. - Scottish Challenge Cup (4) : - Vainqueur : 1994, 1998, 2005 et 2012. | - Ligue Europa (0) : - Participation : 1. - Meilleur parcours : 2e tour de qualification (2010). |

## Joueurs et personnalités du club

### Entraîneurs
Le tableau suivant présente la liste des entraîneurs du club depuis 1876.
| Rang | Nom               | Période              |
| ---- | ----------------- | -------------------- |
| 1    | ?                 | 1876-fév. 1905       |
| 2    | Willie Nicol      | fév. 1905-fév. 1924  |
| 3    | David Reid        | fév. 1924-oct. 1927  |
| 4    | John Richardson   | nov. 1927-mai 1932   |
| 5    | Willie Orr        | août 1932-mai 1935   |
| 6    | Tully Craig       | mai 1935-mai 1950    |
| 7    | Bob Shankly       | août 1950-déc. 1956  |
| 8    | Reg Smith         | janv. 1957-mai 1959  |
| 9    | Tommy Younger     | août 1959-mars 1960  |
| 10   | Alex McCrae       | avr. 1960-avr. 1965  |
| 11   | Sammy Kean        | juil. 1965-déc. 1966 |
| 12   | John Prentice     | déc. 1966-sept. 1968 |
| 13   | Willie Cunningham | oct. 1968-avr. 1973  |
| 14   | John Prentice     | août 1973-août 1975  |

| Rang | Nom           | Période              |
| ---- | ------------- | -------------------- |
| 15   | George Miller | sept. 1975-mars 1977 |
| 16   | Billy Little  | avr. 1977-mai 1979   |
| 17   | John Hagart   | août 1979-nov. 1982  |
| 18   | Alex Totten   | nov. 1982-nov. 1983  |
| 19   | Gregor Abel   | nov. 1983-fév. 1984  |
| 20   | Billy Lamont  | fév. 1984-fév. 1987  |
| 21   | Dave Clarke   | fév. 1987-août 1988  |
| 22   | Jim Duffy     | sept. 1988-oct. 1989 |
| 23   | Billy Lamont  | nov. 1989-avr. 1990  |
| 24   | Jim Jefferies | août 1990-août 1995  |
| 25   | John Lambie   | août 1995-mars 1996  |
| 26   | Eamonn Bannon | mai 1996-déc. 1996   |
| 27   | Alex Totten   | déc. 1996-avr. 2002  |
| 28   | Ian McCall    | mai 2002-janv. 2003  |

| Rang | Nom                          | Période                |
| ---- | ---------------------------- | ---------------------- |
| 29   | Owen Coyle & John Hughes     | janv. 2003-mai 2003    |
| 30   | John Hughes                  | mai 2003-juin 2009     |
| 31   | Eddie May                    | juin 2009-fév. 2010    |
| 32   | Steven Pressley              | fév. 2010-mars 2013    |
| 33   | Gary Holt                    | avr. 2013-juin 2014    |
| 34   | Peter Houston                | juin 2014-octobre 2017 |
| 35   | Paul Hartley                 | octobre 2017-août 2018 |
| 36   | Ray McKinnon                 | sept. 2018-nov. 2019   |
| 37   | David McCracken & Lee Miller | nov. 2019-             |